# Tancredi d'Altavilla (1120-1138)
Tancredi d'Altavilla (1120 circa – 16 marzo 1138) governò Bari e Taranto dal 1132 al 1138.

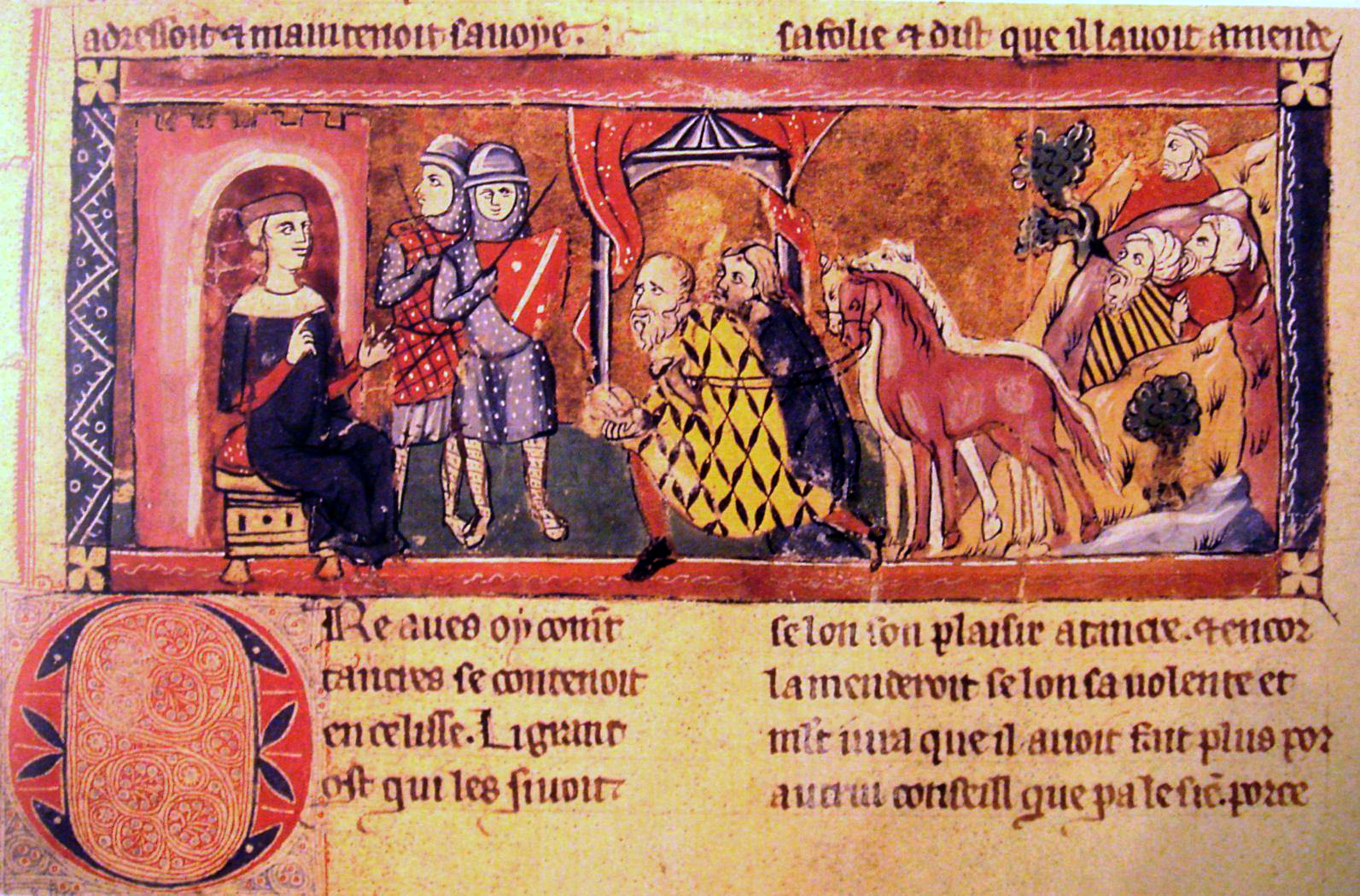

Secondo figlio di Ruggero II di Sicilia e della sua prima moglie Elvira di Castiglia, i suoi nonni materni furono Alfonso VI di Castiglia e la quarta moglie Isabella, figlia convertita di Al-Mutamid emiro di Siviglia.
Nel 1132 il re Ruggero creò il Principato di Taranto, comprendente le terre di Boemondo, e lo concesse al giovanissimo figlio Tancredi. A questo territorio unì il Principato di Bari tolto al feudatario ribelle Grimoaldo.
Tancredi morì il 16 marzo 1138, e i due principati subirono sorti diverse: quello di Bari fu soppresso, e il territorio fu inglobato nel Ducato di Puglia del fratello maggiore Ruggero, mentre il Principato di Taranto fu concesso a Guglielmo, il più giovane dei figli del re.

## Ascendenza

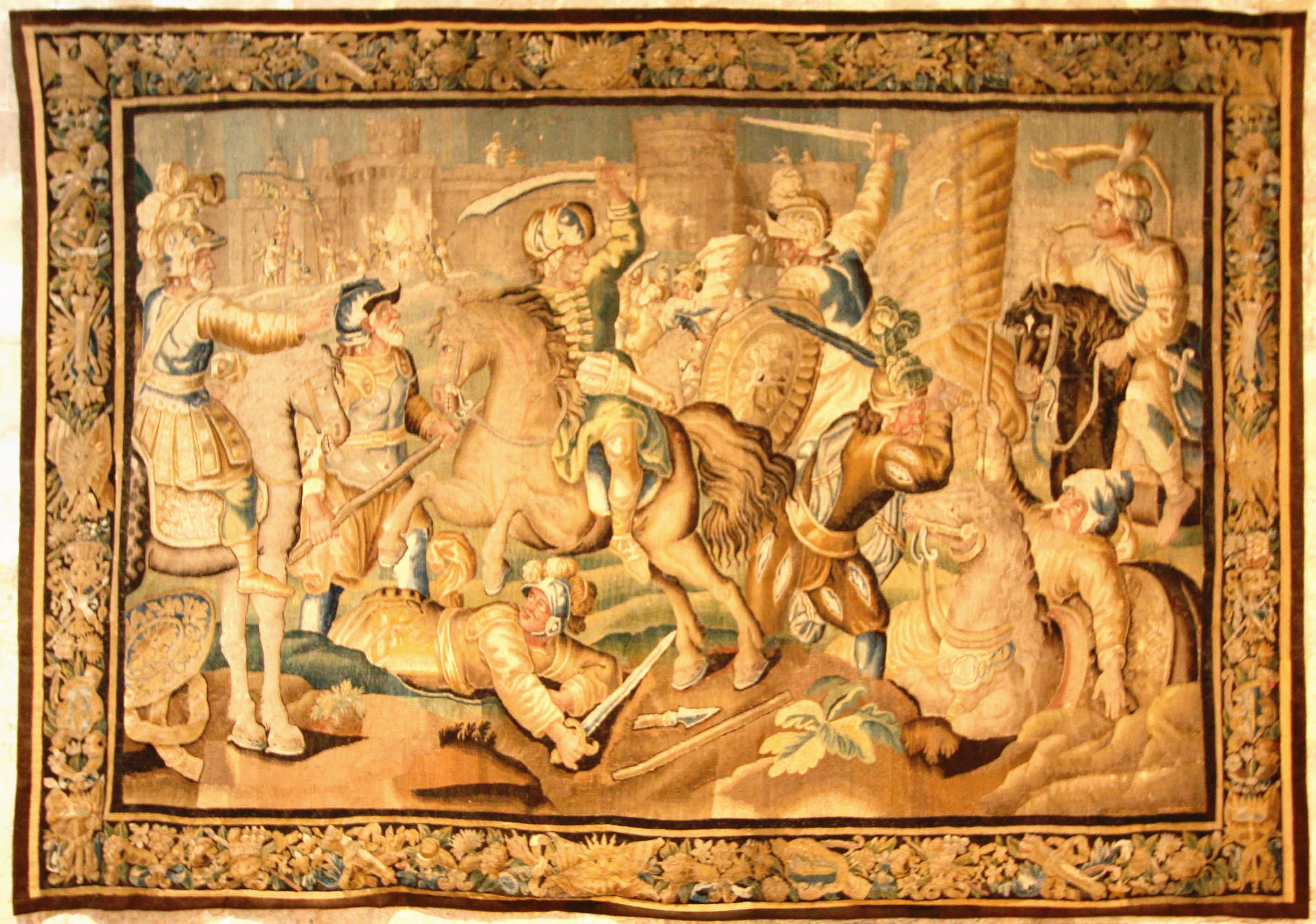

|                       |                      |                              | Genitori                   |  |  | Nonni |  |  | Bisnonni             |  |  | Trisnonni |  |
|                       |                      |                              |                            |  |  |       |  |  | Tancredi d'Altavilla |  |  | …         |  |
|                       |                      |                              |                            |  |  |       |  |  | Tancredi d'Altavilla |  |  | …         |  |
|                       |                      | …                            |                            |  |  |       |  |  | Tancredi d'Altavilla |  |  |           |  |
| Ruggero I di Sicilia  |                      |                              |                            |  |  |       |  |  | Tancredi d'Altavilla |  |  |           |  |
|                       |                      | Fresenda                     | Riccardo I di Normandia    |  |  |       |  |  |                      |  |  |           |  |
|                       |                      | Fresenda                     | Riccardo I di Normandia    |  |  |       |  |  |                      |  |  |           |  |
|                       |                      | Fresenda                     | …                          |  |  |       |  |  |                      |  |  |           |  |
| Ruggero II di Sicilia |                      | Fresenda                     |                            |  |  |       |  |  |                      |  |  |           |  |
|                       |                      | Manfredo Incisa del Vasto    | Teuto di Savona            |  |  |       |  |  |                      |  |  |           |  |
|                       |                      | Manfredo Incisa del Vasto    | Teuto di Savona            |  |  |       |  |  |                      |  |  |           |  |
|                       |                      | Manfredo Incisa del Vasto    | Berta di Torino            |  |  |       |  |  |                      |  |  |           |  |
| Adelasia del Vasto    |                      | Manfredo Incisa del Vasto    |                            |  |  |       |  |  |                      |  |  |           |  |
|                       |                      | …                            | …                          |  |  |       |  |  |                      |  |  |           |  |
|                       |                      | …                            | …                          |  |  |       |  |  |                      |  |  |           |  |
|                       |                      | …                            | …                          |  |  |       |  |  |                      |  |  |           |  |
| Tancredi d'Altavilla  |                      | …                            |                            |  |  |       |  |  |                      |  |  |           |  |
|                       | Ferdinando I di León | Sancho III Garcés di Navarra |                            |  |  |       |  |  |                      |  |  |           |  |
|                       | Ferdinando I di León | Sancho III Garcés di Navarra |                            |  |  |       |  |  |                      |  |  |           |  |
|                       | Ferdinando I di León | Jimena Fernández             |                            |  |  |       |  |  |                      |  |  |           |  |
| Alfonso VI di León    | Ferdinando I di León |                              |                            |  |  |       |  |  |                      |  |  |           |  |
|                       |                      | Sancha I di León             | Alfonso V di León          |  |  |       |  |  |                      |  |  |           |  |
|                       |                      | Sancha I di León             | Alfonso V di León          |  |  |       |  |  |                      |  |  |           |  |
|                       |                      | Sancha I di León             | Elvira Garcés di Castiglia |  |  |       |  |  |                      |  |  |           |  |
| Elvira di Castiglia   |                      | Sancha I di León             |                            |  |  |       |  |  |                      |  |  |           |  |
|                       |                      | Ahmed I di Denia             | …                          |  |  |       |  |  |                      |  |  |           |  |
|                       |                      | Ahmed I di Denia             | …                          |  |  |       |  |  |                      |  |  |           |  |
|                       |                      | Ahmed I di Denia             | …                          |  |  |       |  |  |                      |  |  |           |  |
| Isabella di Siviglia  |                      | Ahmed I di Denia             |                            |  |  |       |  |  |                      |  |  |           |  |
|                       |                      | …                            | …                          |  |  |       |  |  |                      |  |  |           |  |
|                       |                      | …                            | …                          |  |  |       |  |  |                      |  |  |           |  |
|                       |                      | …                            | …                          |  |  |       |  |  |                      |  |  |           |  |
|                       |                      | …                            |                            |  |  |       |  |  |                      |  |  |           |  |